# たらいうどん

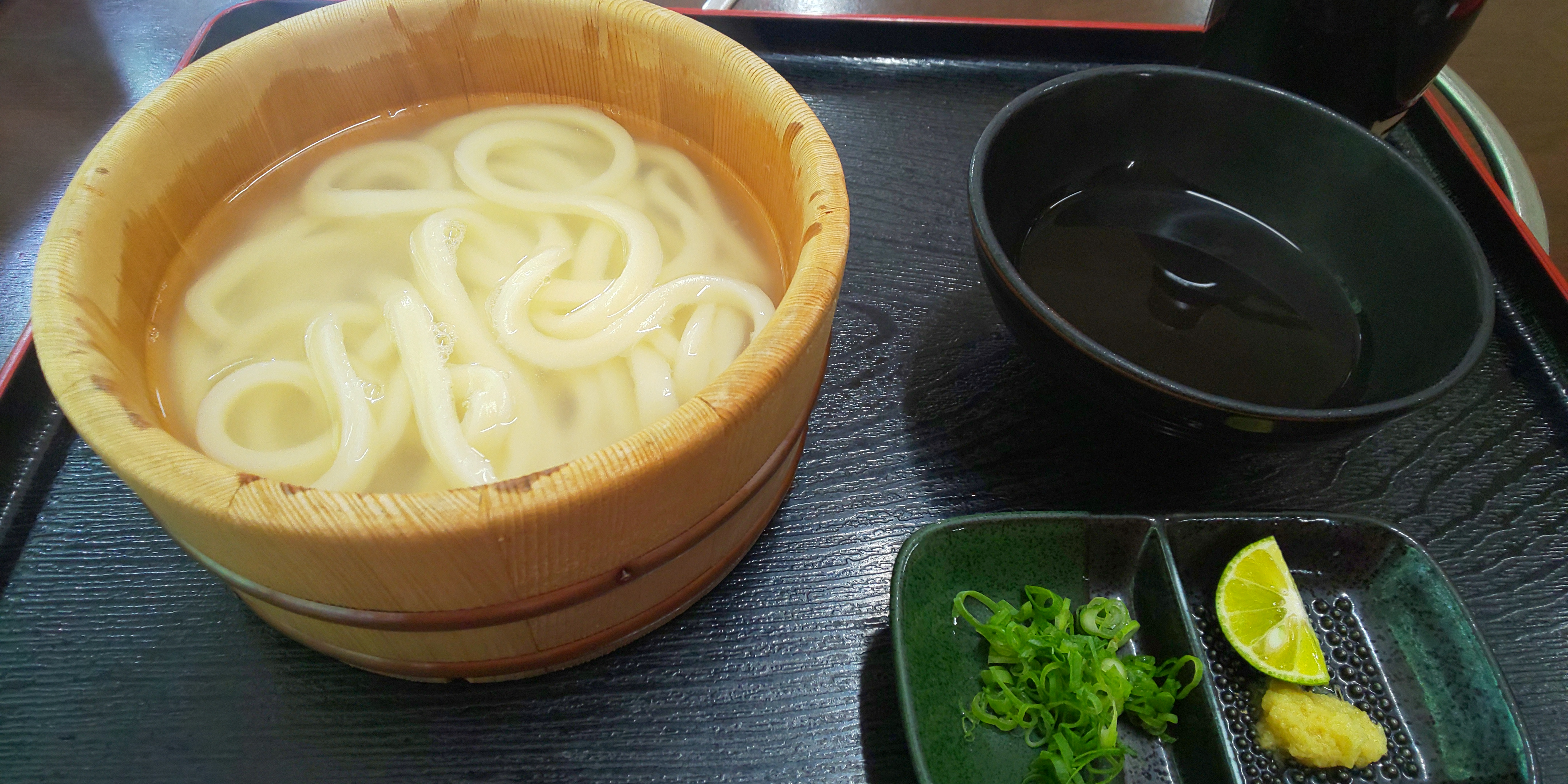
たらいうどん

たらいうどんは、徳島県阿波市土成町（旧・御所村）の郷土料理である。

## 概要

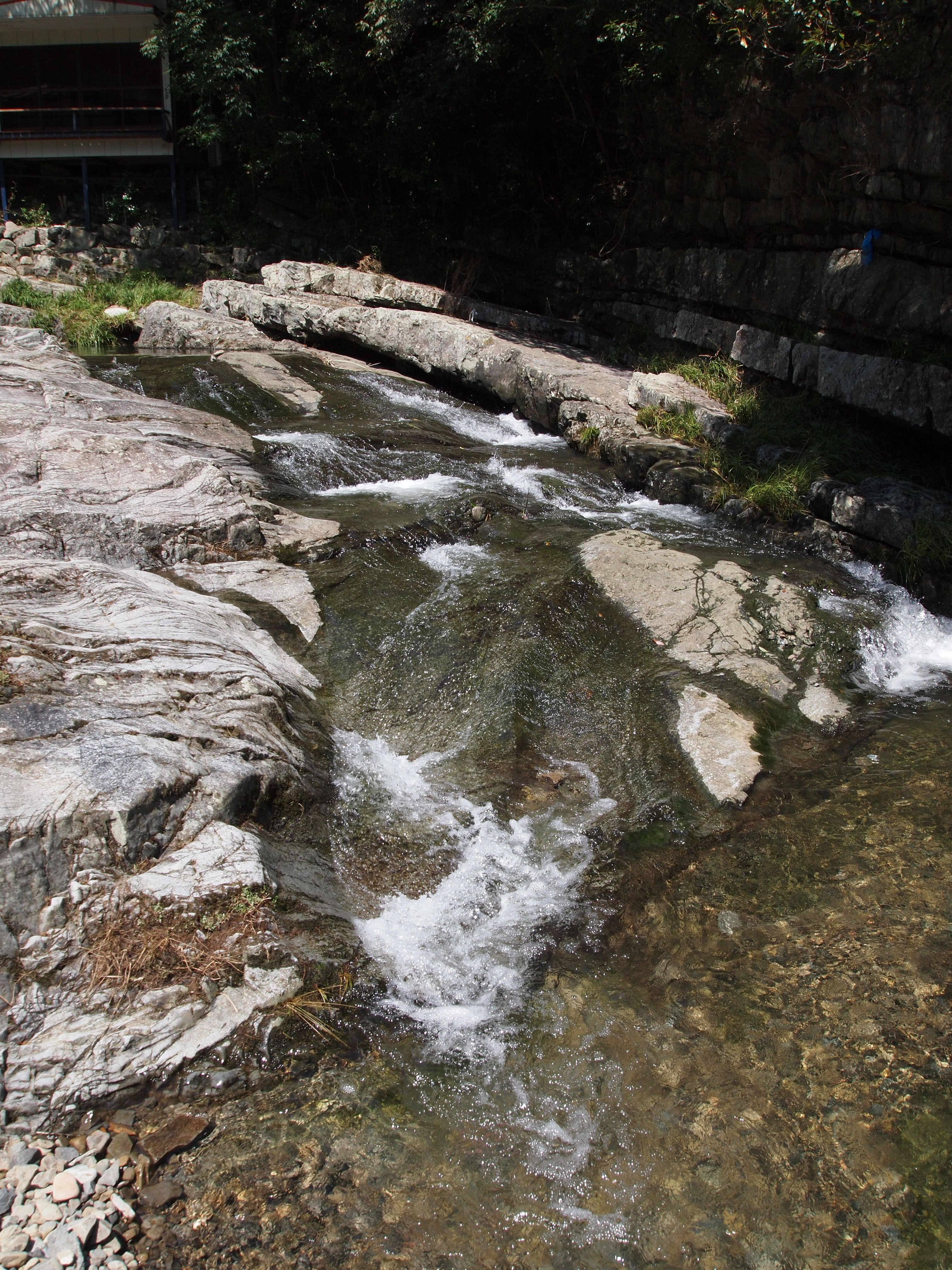
たらいうどん店が立地する宮川内谷川源流部。この川で水揚げされる小魚をだしに使用していた。

釜揚げにしたうどんを、茹で汁と一緒にたらいにうつし、つけ汁につけて食べる。
江戸末期、宮川内谷川周辺にて、きこりが河原に作ったかまどでうどんを茹で、川魚で出汁を取ったつけ汁で食べていたのが起源とされる。
本来、たらいうどんには、じんぞく（カワヨシノボリの地方名）で取った出汁をつけ汁に用いる。だが、近年はじんぞくの漁獲量の減少などの理由により、じんぞくを使う飲食店は減り、じんぞく以外の出汁を用いたものが主流となっている。

## 名前の由来
1931年（昭和6年）、御所村を訪れた当時の徳島県知事の土居通次が、飯盆（はんぼう）に入ったうどんを振る舞われた際、その見た目に対し「たらいの様な器に入ったうどんを食べてうまかった」と感想を述べたことが名の由来となったとされる。後に、その日が11月7日であると判断したことから、11月7日を「御所のたらいうどんの日」と制定した。

## 恋成たらいうどん
2010年（平成22年）10月16日に開催された「徳島活性化コンテスト」の決勝大会において、徳島大学や立命館大学の学生を中心とした「たらいうどんチーム」が、たらいうどんを恋愛成就に結びつけた「恋成（こいなり）たらいうどん」で最優秀賞を受賞した。「恋成たらいうどん」は、恋愛や縁結びの仏である愛染明王像を持つ四国霊場第7番札所十楽寺がある土成町を恋愛スポットとして広くPRするために、たらいうどんに運命の赤い糸をイメージしたピンクのうどんを1本入れたものである。
また、徳島県阿波市のマスコットキャラクターである「あわみちゃん」の衣装（赤いリボンと白いドレス）は、恋成たらいうどんをイメージしたものとなっている。